# 奧克里克鎮區 (北達科他州博蒂諾縣)
奧克里克鎮區（英語：Oak Creek Township）是位於美國北達科他州博蒂諾縣的一個鎮區。

## 地方資料
奧克里克鎮區的面積為91.80平方千米，皆為陸地。根據2010年美國人口普查的數據，當地共有人口24人，而人口密度為每平方千米0.26人。